# 沈晦
沈晦（1084年—1149年），字元用，号胥山，杭州钱塘县人，翰林学士沈遘孙，宣和六年状元，宋朝官员，经历靖康之乱南北宋交际，《宋史》评价其胆识过人，做官有才，但因为不徇法度屡屡为人弹劾。

## 生平
沈晦出生吴兴沈氏钱塘支系的正宗，祖辈以沈括最出名，沈晦的父亲为沈遘长子沈隆嗣，母亲为韩维第四女。宋徽宗宣和六年取得廷试第一，考中状元，授官校书郎，后改迁著作佐郎。考中不久金兵南下灭宋，沈晦以假给事中身份随从肃王赵枢入质金朝，金人并不罢休，挥师攻破汴梁、南下消灭北宋，在华北建立张邦昌傀儡政权，南宋请求金朝归还之前北宋出使求和的冯澥等人，沈晦因此得以返回南宋，拜官真给事中。宋高宗即位以后，沈晦凭借出使金朝的苦劳升任集英殿修撰、知信州，不久迁知明州，建炎三年（1129年）迁知处州。宋高宗被金人追杀，被迫流亡浙东海上，沈晦率部移师守卫婺州，当时有贼首成皋造反来攻，沈晦听信学宫教授孙邦的计策，率领数百民兵出城迎战，大败而归，一度想要处决孙邦。当时浙东防遏使傅崧卿也在婺州，单枪匹马出城说服成皋投降，成皋最终投降了，沈晦也因此升任徽猷阁待制。言官弹劾沈晦指挥作战时妄作决断，因此除官集英殿修撰、提举临安府洞霄宫，后来改至徽猷阁待制、知宣州，迁知建康府，弹劾也作罢。绍兴四年（1134年），沈晦出任知镇江府、两浙西路安抚使，名义上统领南宋的扬子江防线，提议在沿江地区招募乡勇抵御金人南侵，但宋廷认为韩世忠已经镇守镇江，因此没有采纳其对策。金人扶植的刘齐政权南下入侵，韩世忠在江北扬州一线阻击敌军，沈晦上疏乞求张俊尽快派兵支援韩世忠。虽然沈晦措辞激烈，但宋高宗不为所动，认为沈晦胆子太小、言过其实，韩世忠也因此与沈晦生隙，沈晦被贬为洞霄宫提举。不久苗疆的蛮酋莫公晟骚扰宋边，沈晦起复为广西经略兼知静江府，在任期间他起用老将罗统招讨叛贼，解除边患，因此升任徽猷阁直学士、知衢州，后来迁知潭州，提举太平兴国宫，在太平兴国宫任上去世，享年六十六。

## 延伸阅读
[在维基数据编辑]
 《宋史·卷378》，出自脱脱《宋史》